# 舞火龍
舞火龍（又稱燒龍、燒火龍、遊火龍、遊草龍、游香龍）客家傳統民俗，是舞龍的一種，多在傳統節日或其它喜慶場合舉行。其最基本的火龍是以稻草紮成龍的形狀再插上点燃的香，因而又稱草龍、香火龍，各地演變出各具特色的舞火龍。
客家族群的舞火龍見於多個客家人聚居地。
在中國大陸，廣東梅州豐順縣埔寨有元宵節舉行的埔寨火龍，四川成都市黃龍溪春節期間的的黃龍溪燒火龍（又稱火龍燈舞）及洛帶的劉家龍，福建闽西有游香龙，江西婺源有中秋節的婺源遊火龍（又稱婺源舞草龍）。湖南汝城有汝城香火龍。在台灣有苗栗市在元宵節舉行的苗栗火旁龙和苗栗縣三義鄉的三義雲火龍節。
中國少數民族的舞火龍則有贵州省铜仁地区德江县的土家族人於元宵節舉行的德江炸龍燈、廣西省富川瑤族人在元宵節舉行的富川炸龍等。
在香港，中秋節有銅鑼灣大坑的大坑舞火龍、薄扶林村的薄扶林村舞火龍。
海外華人地區亦有舞火龍，如新加坡沙岡萬山福德祠在每年土地誕有沙岡稻草火龍。

## 製作及舞動
最基本是以稻草紮成龍形，再插上香，例如香港大坑和薄扶林村、江西婺源以及台灣三義的火龍就沿用這種製作方法，但有些地區的製作材料有變化，例如埔寨火龍、四川客家龍、苗栗𪹚龍是用竹篾做成龙的躯体，再糊上纸而成。埔寨火龍又以煙花、火藥代替香枝，這樣火焰會隨著龍舞動而飛出，龍看起來也像火燒一樣。
有些火龍並不是直接把燃燒的物料直接插上龍身，而是由人向龍拋擲燃燒中的物料，造成「火龍」效果，稱為炸龍，例如苗栗火旁龍、四川的火龍、德江炸龍燈及富川炸龍等。

## 安全建議
- 護目鏡
- 護臉罩
- 護髮用品
- 防煙呼吸用品
- 要額外小心，以免釀成火災！

## 外部連結
- 無障礙賞非遺(3) 花牌紮作技藝 / 薄扶林中秋舞火龍（附手語翻譯）- 香港傷健共融網絡 （页面存档备份，存于）